# Frederik Bloch Münster
Frederik Bloch Münster (født 3. november 1994) er en dansk politiker, som siden juni 2024 har været medlem af Folketinget valgt i Sydjyllands Storkreds. Han overtog Niels Flemming Hansens folketingsmandat den 26. juni 2024, da Hansen var udtrådt af Folketinget den 25. juni fordi han var blevet valgt til Europa-Parlamentet.
Münster har en kandidatgrad i statskundskab fra Københavns Universitet og har både arbejdet for kommunikationsbureauet Rud Pedersen som konsulent og Det Konservative Folkeparti som særlig rådgiver.
Münster kandiderede i Sydjyllands Storkreds for Det Konservative Folkeparti ved folketingsvalgene i 2019 og 2022. Han opnåede hhv. 1.016 og 1.018 stemmer.